# 大连市博物馆列表
下列是大连各博物馆的列表，此列表排名按关注度顺序。
大连市目前有大连自然博物馆、大连贝壳博物馆、大连现代博物馆等博物馆多个。现已全部免费开放。

## 列表
| 序号 | 博物馆名称                 | 照片 | 博物馆等级 | 启用日期 | 主管部门 | 地址 | 开放时间 | 备注 |
| ---- | -------------------------- | ---- | ---------- | -------- | -------- | ---- | -------- | ---- |
| 1    | 大连自然博物馆             |      |            |          |          |      |          |      |
| 2    | 大连贝壳博物馆             |      |            |          |          |      |          |      |
| 3    | 大连现代博物馆             |      |            |          |          |      |          |      |
| 4    | 大连金州博物馆             |      |            |          |          |      |          |      |
| 5    | 大连旅顺博物馆             |      |            |          |          |      |          |      |
| 6    | 大连旅顺口区蛇岛自然博物馆 |      |            |          |          |      |          |      |
| 7    | 大连长兴酒庄酒文化博物馆   |      |            |          |          |      |          |      |

## 大连自然博物馆
原馆始建于1910年，新馆位于星海公园西侧的黑石礁海滨，陈列以自然与人为主题，以海洋生物为重点，展示生物物种和生态环境的多样性，揭示自然界发生、发展及其演变的客观规律，设有恐龙厅、海洋生物厅、软骨鱼展厅、硬骨鱼展厅、小型海洋哺乳动物展厅和大型鲸鱼展厅。

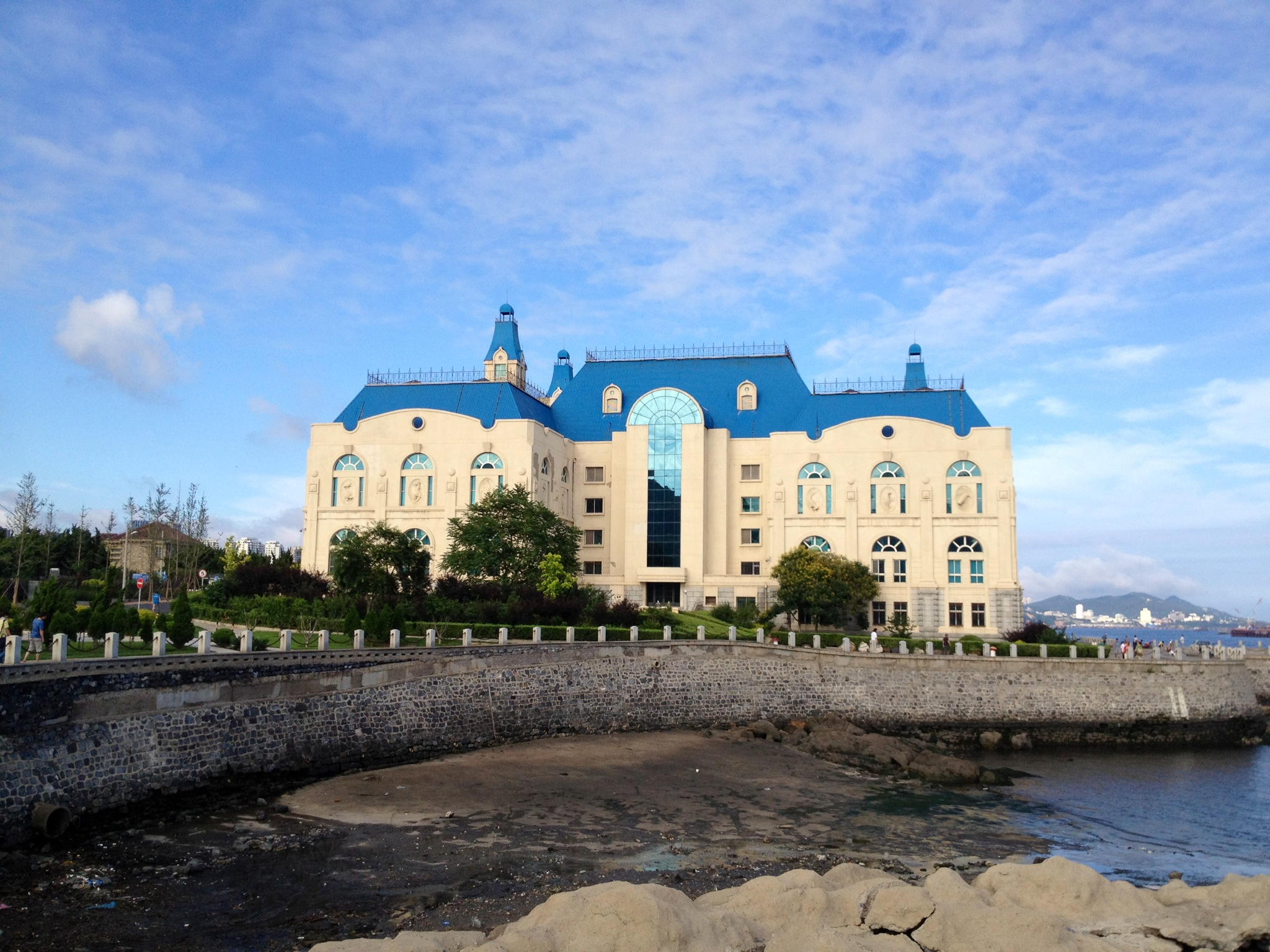
大连自然博物馆

大连自然博物馆有各种标本近20万件，珍贵标本6千余件，一级藏品264件。馆藏特点是海洋生物标本和“热河生物群”化石标本，其中海兽标本20余种，其种类和数量在国内自然史博物馆中是最多的，其中大型鲸类、儒艮、白鳍豚、大熊猫、金丝猴、针鼹、鸭嘴兽、朱鹮、极乐鸟、蜂鸟及最早的食虫类远藤兽化石等，均为世界珍贵标本。黑露脊鲸体长17.1米，体重66.7吨，是目前亚洲最大的黑露脊鲸外形标本。长须鲸体长18.4米，体重 34.7 吨，是中国目前唯一的长须鲸外形标本。古莲子被埋藏距今约821～1251年，经过培育仍可发芽开花。该馆还保存着成套的台湾省昆虫和大量的世界昆虫标本及德国、日本、朝鲜、苏联等国的岩矿标本。其中朝鲜半岛的正长石晶族，其晶簇之大，晶形之美，为国内外罕见。“热河生物群”化石标本在国内是种类最多最有特点的，其中一窝鹦鹉嘴龙化石是世界上迄今为止惟一的、数量最多、保存最完整的、震惊世界的国宝级化石标本，其研究成果论文已发表在《Nature》（2004年9月431期）上。

该馆基本陈列分为海洋生物、地质矿产、生命的起源与人类的出现、动物和植物5大部分，共陈列标本4853件。其中黄海、渤海海洋生物陈列突出了地方特色。大型鲸类标本陈列，国内居首，国外也屈指可数。该馆还经常举办各种专题展览，如:《中国毛人图片展览》、《优生、优育、优教育》、《法国性的自然史展览》、《世界昆虫展》、《南极展》、《南海展》等。 

## 大连贝壳博物馆
位于星海广场南，新馆自从建好后一直处于关闭状态。（旧馆城堡已被改作五星级酒店）

## 大连现代博物馆
目前，现代博物馆已更名为大连博物馆，位于会展中心。
升级后，有近代大连和红沿河两个常设展厅，和民国生活记忆，红军在连记忆展览。位于四楼的展览区内，原先有各国政要赠送给大连市政府和领导人的礼品。但现在已所剩无几。另外在一楼有临展厅和特展厅，四楼有两个专题展厅。现代博物馆外有火车头和工业机械。现在，现代博物馆实行免票措施，只要凭身份证件即可进入，但是执行极死板。
最高客流：2.1万。
闭馆日：周一，除夕。

## 大连金州博物馆

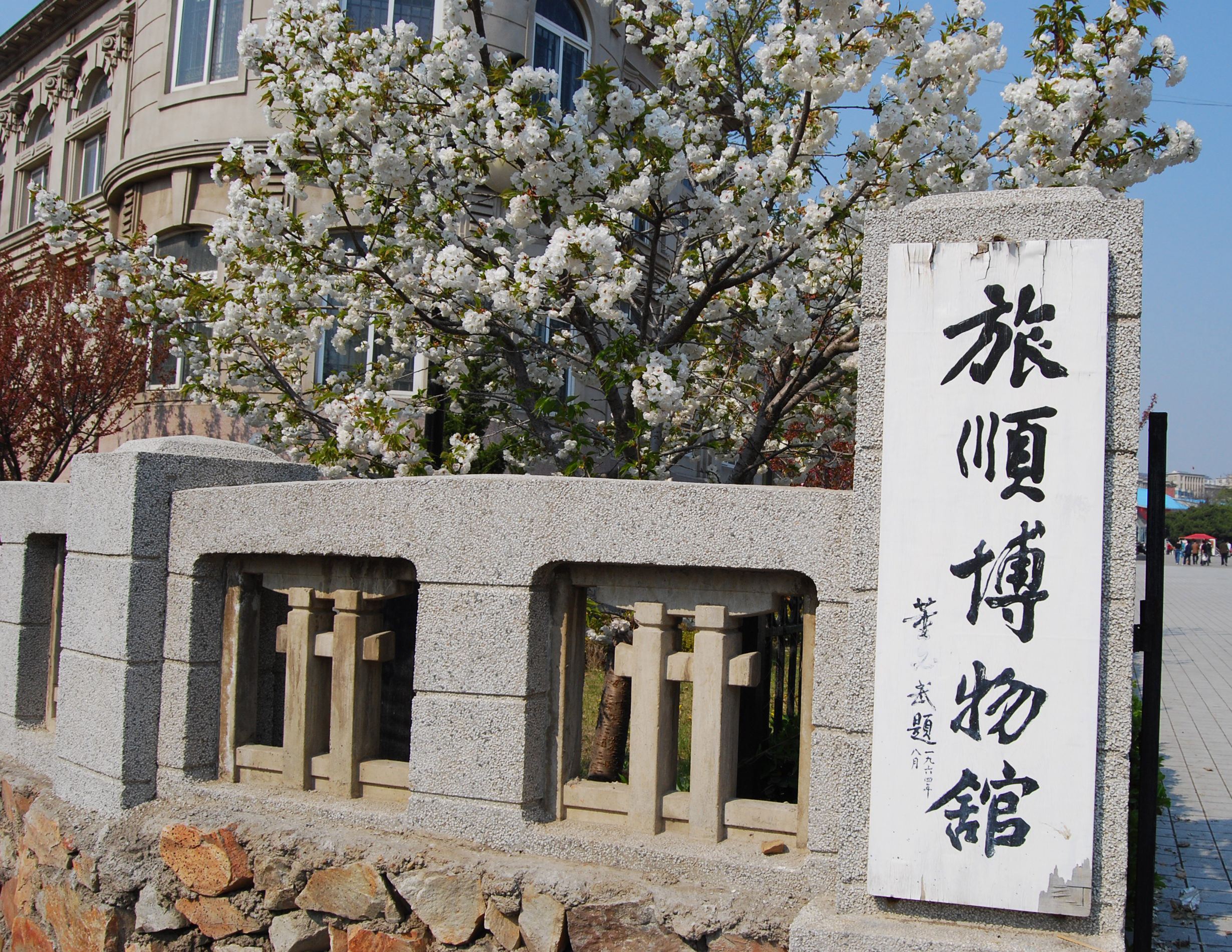
旅顺博物馆入口

## 大连旅顺博物馆
位于旅顺口区，原关东厅博物馆旧址的一座历史及艺术类博物馆，建于1915年，为国家重点文物保护单位。

## 金石滩地区博物馆
在金石滩旅游度假区内有生命奥秘博物馆，名人蜡像馆，毛主席像章陈列馆等博物馆，均不免票。